# Фурсей, Георгий Николаевич
Гео́ргий Никола́евич Фурсе́й (19 марта 1933, Архангельск, Северный край, РСФСР, СССР — 19 июня 2021, Санкт-Петербург, Россия) — советский учёный - физик, доктор физико-математических наук, профессор, Заслуженный деятель науки Российской Федерации, лауреат Государственной премии СССР.

## Биография
Родился 19 марта 1933 года в Архангельске. Отец Николай Андреевич был художником и одним из главных деятелей Крестовоздвиженского православного трудового братства. После ареста отца и смерти матери, Веры Петровны Герман (1901–1942) от тифа остался с младшей сестрой  и бабушкой — Анастасией Ивановной Фурсей. Позже Марину удочерили и увезли в Тбилиси; брат с сестрой встретились в 1950-е годы. 
Окончил (в 1952 году) с отличием техникум — Школу Военных Техников Железнодорожного Транспорта (ШВТ) — в Иркутске и поступил на физический факультет Ленинградского университета.
Ученый широкого профиля с мировым именем. Как физик-экспериментатор, внес существенный вклад в развитие электроники и физики в России и в мире. Им выполнены фундаментальные и прикладные исследования в области эмиссионной электроники, физики поверхности металлов, полупроводников, проводящей жидкости в сильных электрических полях, физики вакуумных разрядов.
В 1961–1963 гг. обнаружил ряд новых фундаментальных закономерностей явления автоэлектронной эмиссии в условиях экстремально сильных полей и высоких плотностей тока и развил представления о механизме вакуумного пробоя и вакуумной дуги.
Им сделан основополагающий вклад в эмиссионную электронику – обнаружен новый вид электронной эмиссии. Явление получило название взрывная электронная эмиссия. Взрывная эмиссия возникает, когда вещество катода взрывообразно превращается в плазму. Взрыв происходит в результате концентрированного ввода энергии в нанометровую поверхность катода. Независимо это явление было подтверждено профессором Г.А. Месяцем с сотрудниками. Явление взрывной эмиссии зарегистрировано как совместное открытие СССР 24 июня 1976 г. за номером 176 с приоритетом 2 июля 1966 г. с формулировкой: «Установлено неизвестное ранее явление взрывной электронной эмиссии, обусловленное взрывным переходом конденсированного вещества катода в плотную плазму при разогреве локальных областей катода собственным эмиссионным током» и внесено в Государственный реестр открытий СССР. Это открытие принципиально повлияло на всю область эмиссионной электроники, поскольку впервые открылась возможность создавать гигантские электронные потоки в вакууме. Открытие также привело к формированию нового направления сильноточной электроники, основывающегося на использовании мощных электронных пучков с силой тока 104 –107 А и энергиями вплоть до 10 МэВ. Возникли новые области научных исследований, такие как мощное и сверхмощное СВЧ излучение, новый тип газовых лазеров, а также уникальные технологии модификации свойств материалов под воздействием коротких (наносекундных) импульсов тока, импульсный нагрев плазмы мощными электронными пучками и др..
С 1975-го до 2013 гг. Г.Н.Фурсей возглавлял кафедру физики Ленинградского электротехнического института связи имени проф. М.А. Бонч-Бруевича; в 1979 году ему было присвоено ученое звание профессора по кафедре физики. 
Г.Н. Фурсей являлся научным руководителем научно-исследовательского центра электрофизических проблем поверхности РАН, членом Совета РАН по проблеме «Физика низкотемпературной плазмы», председателем Комиссии по электронике Научно-технического Совета при Губернаторе Санкт-Петербурга, вице-президентом Санкт-Петербургского физического общества (с 1991 г.), членом президиума Российского физического общества (с 1991 г.), членом президиума Евразийского физического общества (с 1992 г.), председателем секции физики и членом Совета Санкт-Петербургского Дома ученых. Был президентом Международной лиги культуры, вице-президентом Российской академии естественных наук.
Георгий Николаевич Фурсей написал 7 монографий, более 300 статей; он — автор 39 изобретений и двух патентов. 

### Награды
- Лауреат Государственной премии СССР в области науки и техники (1978)
- Диплом Государственного комитета СССР по делам изобретений и открытий
- Диплом Российской Академии Естественных наук на присуждение почетного звания и знака «Рыцарь науки и искусств»
- Почетный работник высшего профессионального образования РФ (2001)
- Заслуженный деятель науки РФ (2003)
- Медаль им. Рентгена за выдающиеся успехи в рентгеновской технике от  Европейской Академии Наук (2005)
- Медаль имени П.Л. Капицы «Автору научного открытия»
- Медаль имени Н.К. Рериха
- Орден Дружбы
- Орден Святого Святослава
- Серебряная медаль Святого Первоверховного апостола Петра
- Медаль «50 лет Победы в Великой Отечественной войне 1941–1945 гг.»

Скончался 19 июня 2021 в Санкт-Петербурге. Похоронен на кладбище в Комарово.

#### Семья
Сестра — Марианна (Марина) Николаевна Фурсей (род.1937)
Жена (с 1958) — Фурсей (урожд. Сваричевская) Людмила Анатольевна (род. 1939), химик. В детстве так же, как и Георгий Николаевич, пережила блокаду.
Дети: 
- Анастасия Курёхина (род. 1959) — дочь (жена артиста Сергея Курёхина); внуки — Елизавета (род. в 1984 году, покончила с собой 24 октября 1998 года[8]), Фёдор (род. в 1994 году), режиссер[9][10].
- Андрей Фурсей бизнесмен, директор телекоммуникационной компании.
- Дарья Фурсей (род.1975), художник.

Внуки: Софья, Екатерина, Петр.